# Декларування
Декларування — це заповнення документу за встановленою формою певних даних декларантом. Такий документ називається декларацією.

## Митне декларування
Митне декларування про мету переміщення через митний кордон товарів та інших предметів і про самі товари та інші предмети, а також будь-яких відомостей, необхідних для митного контролю та митного оформлення. Декларування здійснюється безпосередньо власником або на підставі договору іншими підприємствами, що допущені митницею до декларування. Підприємства допускаються митницею до декларування на підставі ліцензії про визнання їх як декларантів.